# Cantone di Ahun
Il Cantone di Ahun è una divisione amministrativa dell'arrondissement di Aubusson e dell'arrondissement di Guéret.
A seguito della riforma approvata con decreto del 17 febbraio 2014, che ha avuto attuazione dopo le elezioni dipartimentali del 2015, è passato da 11 a 27 comuni.

## Composizione
Gli 11 comuni facenti parte prima della riforma del 2014 erano:
- Ahun
- Cressat
- Lépinas
- Maisonnisses
- Mazeirat
- Moutier-d'Ahun
- Peyrabout
- Pionnat
- Saint-Hilaire-la-Plaine
- Saint-Yrieix-les-Bois
- Vigeville

Dal 2015 i comuni appartenenti al cantone sono i seguenti 27:
- Ahun
- Ars
- Banize
- Chamberaud
- La Chapelle-Saint-Martial
- Chavanat
- Le Donzeil
- Fransèches
- Janaillat
- Lépinas
- Maisonnisses
- Mazeirat
- Moutier-d'Ahun
- Peyrabout
- Pontarion
- La Pouge
- Saint-Avit-le-Pauvre
- Saint-Georges-la-Pouge
- Saint-Hilaire-la-Plaine
- Saint-Hilaire-le-Château
- Saint-Martial-le-Mont
- Saint-Michel-de-Veisse
- Saint-Yrieix-les-Bois
- Sardent
- Sous-Parsat
- Thauron
- Vidaillat